# August von Kotzebue

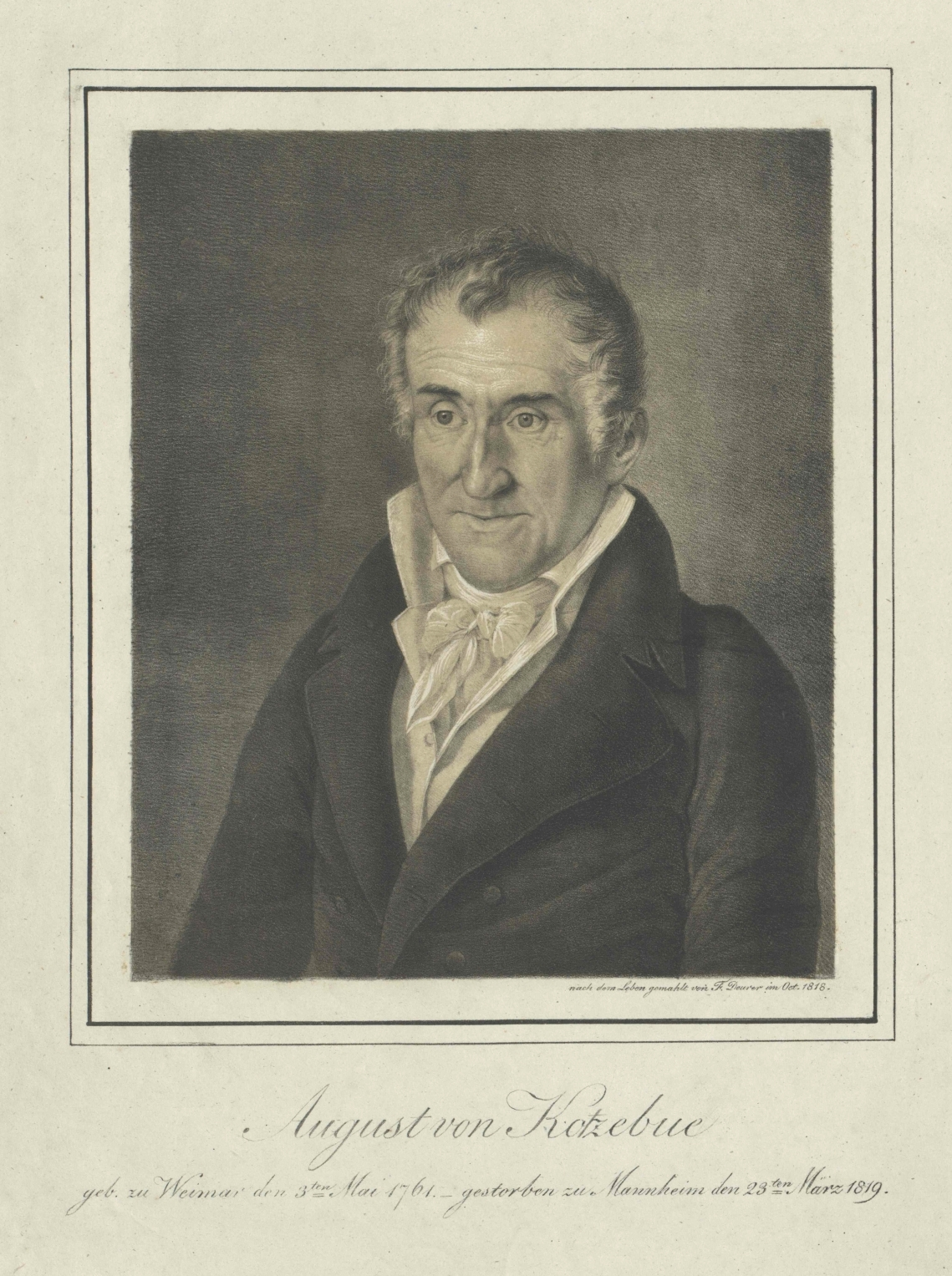
August von Kotzebue

August von Kotzebue (Weimar, 3 de maio de 1761 — Mannheim, 23 de março de 1819) foi um dramaturgo e escritor alemão, sobrinho do escritor Johann Karl August Musäus.
Autor de mais de 300 peças teatrais, na maioria representadas com grande êxito, e de muitos romances. Em 1817 um dos livros de August von Kotzebue foi queimado durante o Festival do Wartburg.
August von Kotzebue fizera na Rússia parte de sua carreira de advogado. Foi secretário do governador de São Petersburgo, presidente de tribunal na Estônia, diretor do Deutsches Nationaltheater und Staatskapelle Weimar (Teatro Nacional Alemão e Orquestra Estatal de Weimar) e Conselheiro Áulico.

## Festival do Wartburg
O primeiro Festival do Wartburg foi realizado em 18 de outubro de 1817 no Castelo de Wartburg, perto de Eisenach (Turíngia), onde Martinho Lutero traduziu a Bíblia. O local é um símbolo do nacionalismo alemão. O festival foi organizado pela primeira Burschenschaft, composta por antigos combatentes das guerras contra Napoleão Bonaparte que estudavam na Universidade de Jena. Um dos principais eventos do Festival do Wartburg foi uma fogueira de obras literárias de reacionários e napoleônicos.

## Morte

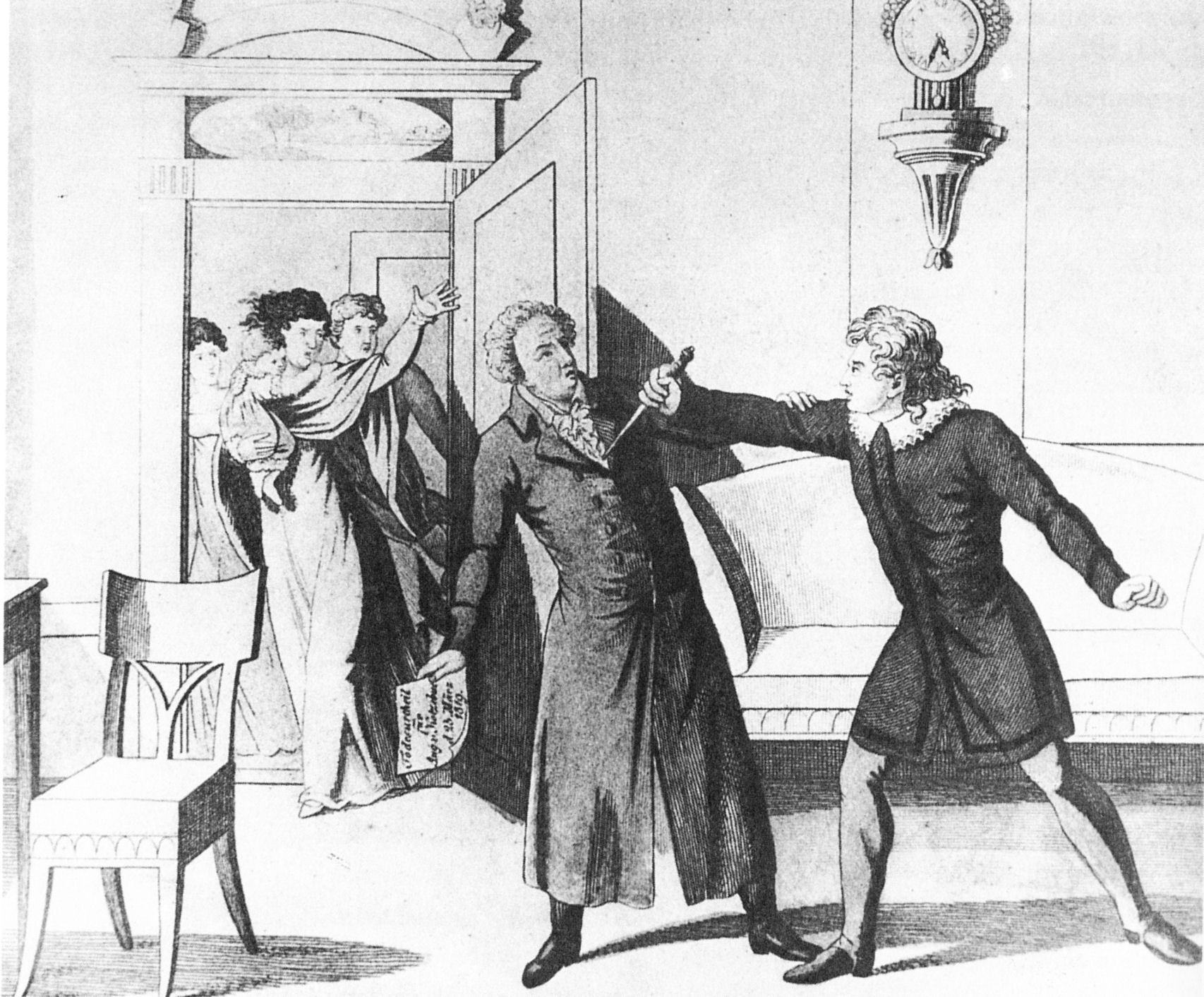
Karl Ludwig Sand apunhalando August von Kotzebue

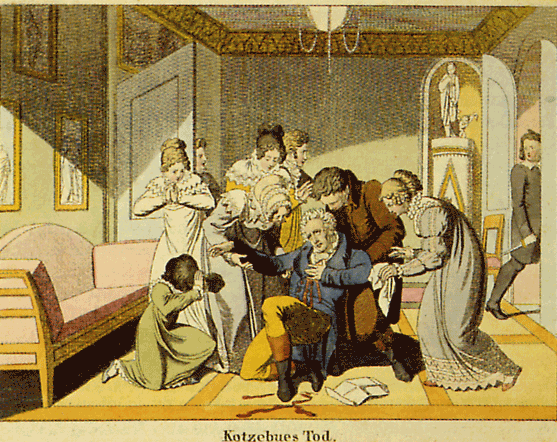
August von Kotzebue logo após ser apunhalado

August von Kotzebue mudou-se de Weimar para Mannheim, no Grão-Ducado de Baden, onde foi brutalmente assassinado, em 10 de maio de 1819, pelo jovem estudante Karl Ludwig Sand, natural de Wunsiedel, na Francônia, sorteado em sessão da Burschenschaft para essa missão e que confessou ter executado o crime conforme as determinações da seita. Os documentos do processo comprovam a premeditação do crime.
Karl Ludwig Sand nasceu em 1795. Voluntário contra Napoleão Bonaparte, combateu em Waterloo e esteve na França até 1816 com o exército de ocupação. Voltou para a Universidade de Erlangen-Nuremberga, da qual era estudante, filiando-se com exaltação a Burschenschaft. Em 1817 ingressou na Universidade de Jena.
Karl Ludwig Sand partiu, em diligência, em 9 de maio dormiu em Frankfurt e em 10 de maio de 1819 chegou a Mannheim, apresentando-se logo em casa de Kotzebue, que não recebia pessoa alguma antes de meio-dia. Voltou ao albergue, onde se hospedara, conversou com várias pessoas, falou animadamente contra Kotzebue e tornou à casa do escritor. Apresentou uma carta de recomendação que falsificara, de um amigo da vítima ou da própria mãe de Kotzebue.
Kotzebue pediu ao rapaz que o esperasse numa saleta do andar térreo. Um momento depois, deixando a esposa e uma senhora que viera visitá-la, desceu a escada. Mais uns instantes e ouve-se um grito, seguido dum rumor de luta. Todos correm e dão com Kotzebue caído sob o assassino que o crivava de golpes.
| “ | A liberdade acadêmica consiste sobretudo em permitir aos jovens viverem na orgia, se endividando, não frequentando as aulas senão segundo seus caprichos, vestindo-se como malucos e surrando os burgueses. Os pais de família sensatos deviam tremer no momento de enviar seus filhos à universidade, quando ouvem o relato de tais façanhas nas cervejarias e nas sociedades de ginástica. Antes do que deixá-los pensar que a pátria os espera para se regenerar, melhor seria ensinar-lhes os rudimentos do que ignoram e a polidez de que não têm a menor ideia. | ” |

August von Kotzebue está sepultado no Cemitério de Mannheim.

## Família Kotzebue
August von Kotzebue deixara vários filhos que foram homens ilustres:
- Otto von Kotzebue (1787-1846), nascido em Reval (Tallinn), foi oficial da Marinha da Rússia.
- Moritz von Kotzebue foi general russo, nascido Mäetaguse, em 1789 e morto em 1861.
- Paul Demetrius Kotzebue, nascido em Berlim, em 1801, foi general russo, falecido em 1884, após ter feito com brilho as campanhas da Polônia, do Cáucaso e da Crimeia.
- Alexander von Kotzebue (1815-1889), nascido em Königsberg (Kaliningrado), foi pintor de batalhas.